# I peccati di Madame Bovary
I peccati di Madame Bovary (Die Nackte Bovary) è un film del 1969 diretto da Hans Schott-Schöbinger.

## Trama
Emma, moglie di Charles Bovary, medico in un paese di provincia, rimpiange i piaceri mondani e gli agi della vita a Parigi. Durante un ballo dai marchesi di Andervilliers - una delle rare occasioni in cui può vivere come sogna - il giovane visconte Gaston Fresnay comincia a corteggiarla e, per quanto Emma non gli abbia ceduto, la sua successiva morte in duello l'addolora profondamente.
Respinte le profferte amorose del giovane e romantico Léon (spesso ospite di casa Bovary), Emma si lascia travolgere dalla passione per un ricco proprietario terriero, Rudolph Boulanger, e ne diventa l'amante. Quando, dopo averle proposto di fuggire con lui a Parigi, costui ci ripensa e l'abbandona, Emma accetta la corte di Léon - tornato dopo una lunga assenza - ma la loro relazione viene scoperta da Adolphe Léreux, un sarto per signora col quale la donna si è fortemente indebitata.
In possesso di cambiali per ventimila franchi, Adolphe minaccia di mandarli all'incasso se Emma non diverrà la sua amante. Disperata all'idea di uno scandalo, madame Bovary chiede aiuto a Rudolph, ma inutilmente. Non le resta che accettare il ricatto di Léreux (dal quale ottiene la restituzione delle cambiali), ma quel rapporto sessuale la disgusta tanto che decide di uccidersi. All'ultimo istante, però, comprende che il suo dovere è invece quello di espiare le sue colpe continuando a vivere.